# Задембце-Колонія
Задембце-Колонія (пол. Zadębce-Kolonia; укр. Задубці-Колонія) — колонія у Польщі, розташована у Люблінському воєводстві Грубешівського повіту, ґміни Тшещани.
1. ↑  https://bdl.stat.gov.pl/api/v1/data/localities/by-unit/060611004062-0903015?var-id=1639616&format=jsonapi